# رودولف اسونسن
رودولف اسونسن (به سوئدی: Rudolf Svensson) (زاده ۲۷ مارس ۱۸۹۹ – درگذشته ۴ دسامبر ۱۹۷۸) کشتی‌گیر کشور سوئد بود.